# Громы (станция)
Громы, Полоцк-Громы — неэлектрифицированная железнодорожная станция в городе Полоцк (Белоруссия). Между платформой Секеровщина и станцией Полоцк-Сосница.

## История
В начале XX века было открыто железнодорожное сообщение из Санкт-Петербурга через Невель и Бологое на Полоцк и далее в Польшу в город Седльце под Варшавой. Для обслуживания пассажиропотока и грузоперевозок в Полоцке был построен вокзал, который назывался Полоцк-2 или Полоцк-Громы — по названию одноименной деревни и фольварка, расположенных около станции, которые через несколько десятилетий вошли в состав города.